# Stand Up Guys
Stand Up Guys (engl. für „verlässliche loyale Freunde“) ist eine Gangster-Komödie von Fisher Stevens mit Al Pacino, Christopher Walken und Alan Arkin in den Hauptrollen. Der Film feierte am 12. Oktober 2012 beim Chicago International Film Festival Premiere und lief in Nordamerika ab dem 1. Februar 2013. Für Fisher Stevens, der seit 1981 als Schauspieler tätig ist, war es das Regiedebüt.

## Handlung
Nach 28 Jahren im Gefängnis wird Val von seinem besten Freund Doc abgeholt. Beide beschließen, abends die Entlassung zu feiern. Als Val sich am Waschbecken frisch macht, zieht Doc eine Pistole, versteckt sie aber sofort wieder – von Val unbemerkt. Val war Mitglied einer Verbrecherbande, die bei einer Schießerei versehentlich den Sohn des Gangsterbosses Claphands tötete. Val übernahm die Verantwortung für den Tod und verriet 28 Jahre lang niemanden. Von den alten Kumpanen haben alle bis auf Doc den Kontakt zu ihm abgebrochen.
Doc telefoniert mit Claphands und es wird klar, dass er den Auftrag hat, Val zu ermorden. Claphands erpresst Doc, indem er sein Leben bedroht, sollte Val nicht bis zum nächsten Morgen um 10.00 Uhr tot sein. Nach einem Bordell-, einem Diskothekenbesuch und etwas Drogenkonsum wird Val klar, dass Doc ihn ermorden soll. Er fügt sich in sein Schicksal und will noch einmal den alten Freund Hirsch besuchen. Mit einem geklauten Auto, das anderen Verbrechern gehört, ziehen sie durch die Nacht und erleben mit Hirsch einige Abenteuer. Dieser entschläft dann friedlich und sie beerdigen ihn. Am Grabe hält Val eine sentimentale Rede.
Zu Tagesanbruch gehen Doc und Val in Docs Stammlokal, wo Val seine Henkersmahlzeit einnimmt. Dabei fällt Val Docs Zuneigung für die hübsche Kellnerin Alex auf. Doc gesteht Val, dass sie seine Enkelin ist, er es ihr aber nie gesagt hat. Doc telefoniert noch einmal mit Claphands und bittet ihn, noch einmal Gnade walten zu lassen. Dieser kündigt Doc daraufhin an, dass er nicht nur ihn, sondern auch Alex ermorden wird, wenn Val nicht bis 10 Uhr stirbt. Diese Drohung veranlasst Doc, den Auftrag, Val zu töten, noch einmal zu überdenken. Er schreibt Alex einen Brief, in dem er sich offenbart und ihr sein Geld, seine Wohnung und seine Gemälde vermacht. Dann gehen er und Val zum Lagerhaus, von dem aus Claphands arbeitet, und beginnen auf ihn und seine Killer zu schießen. Der Ausgang bleibt ungewiss, das Ende deutet jedoch darauf hin, dass beide im Duell mit den Gangstern kämpfend sterben werden. Die letzte Einstellung zeigt den Sonnenuntergang über dem Lagerhaus, der exakt einem Gemälde Docs entspricht.

## Kritiken
Die Kritiken waren insgesamt gemischt. Die Wertung des Films bei Rotten Tomatoes fiel bei insgesamt 108 Kritiken zu 36 % positiv aus. Roger Ebert von der Chicago Sun-Times gab dem Film 3½ von 4 Sternen und lobte vor allem Christopher Walken. Darüber hinaus meinte er, Regisseur Stevens habe das freizügige Drehbuch von Noah Haidle zu keinem bestimmten Grund inszeniert, außer um seine Darsteller in einer Standard-Kulisse zu platzieren.
Das Lexikon des internationalen Films urteilte: „Melancholischer Gangsterfilm, der mehr auf die Interaktion seiner furiosen Altstars denn auf Action setzt und sie tragikomisch mit dem Ablaufen ihrer Lebenszeit konfrontiert.“
Mick LaSalle vom San Francisco Chronicle gab eine sehr enthusiastische Kritik ab und lobte die Leistungen von Pacino und Walken.

## Auszeichnungen
Bei der Verleihung der Golden Globes war der Film 2013 für einen Preis in der Kategorie Best Original Song für Not Running Anymore von Jon Bon Jovi nominiert.

## Produktionsnotiz
Bei einem Budget von 15 Mio. US-Dollar
spielte der Film lediglich 3,31 Mio. ein.